# 안동시의 국회의원

## 행정구역 변천
- 1945년 8월 15일 경상북도 안동군
- 1963년 1월 1일 안동군 안동읍이 안동시로 승격되어 안동군에서 분리됨.
- 1995년 1월 1일 안동시와 안동군을 통합하여 안동시 설치

자세한 행정구역 변화에 관해서는 

## 안동시의 역대 국회의원 일람
| 대수         | 이름           | 소속정당       | 임기                               | 선거구역 |
| ------------ | -------------- | -------------- | ---------------------------------- | --- |
| 제1대        | 김익기(金翼基) | 무소속         | 1948년 5월 31일 - 1950년 5월 30일  | 안동군 갑: 안동읍 와룡면 북후면 서후면 풍산면 풍서면                                                                                     |
| 제1대        | 정현모(鄭顯模) | 무소속         | 1948년 5월 31일 - 1948년 10월 17일 | 안동군 을: 일직면 남후면 남선면 임하면 길안면 임동면 월곡면 예안면 도산면 녹전면                                                         |
| 제1대        | 임영신(任永信) | 대한여자국민당 | 1949년 1월 14일 - 1950년 5월 30일  | 안동군 을: 일직면 남후면 남선면 임하면 길안면 임동면 월곡면 예안면 도산면 녹전면                                                         |
| 제2대        | 김시현(金始顯) | 민주국민당     | 1950년 5월 31일 - 1954년 5월 30일  | 안동군 갑: 안동읍 와룡면 북후면 서후면 풍산면 풍천면                                                                                     |
| 제2대        | 김익기(金翼基) | 독로당         | 1950년 5월 31일 - 1954년 5월 30일  | 안동군 을: 일직면 남후면 남선면 임하면 길안면 임동면 월곡면 예안면 도산면 녹전면                                                         |
| 제3대        | 권오종(權五種) | 국민회         | 1954년 5월 31일 - 1958년 5월 30일  | 안동군 갑: 안동읍 와룡면 북후면 서후면 풍산면 풍천면                                                                                     |
| 제3대        | 김익기(金翼基) | 무소속         | 1954년 5월 31일 - 1958년 5월 30일  | 안동군 을: 일직면 남후면 남선면 임하면 길안면 임동면 월곡면 예안면 도산면 녹전면                                                         |
| 제4대        | 권오종(權五種) | 민주당         | 1958년 5월 31일 - 1960년 7월 28일  | 안동군 갑: 안동읍 와룡면 북후면 서후면 풍산면 풍천면                                                                                     |
| 제4대        | 김익기(金翼基) | 자유당         | 1958년 5월 31일 - 1960년 7월 28일  | 안동군 을: 일직면 남후면 남선면 임하면 길안면 임동면 월곡면 예안면 도산면 녹전면                                                         |
| 제5대 민의원 | 김시현(金始顯) | 무소속         | 1960년 7월 29일 - 1961년 5월 16일  | 안동군 갑: 안동읍 와룡면 북후면 서후면 풍산면 풍천면                                                                                     |
| 제5대 민의원 | 박해충(朴海充) | 민주당         | 1960년 7월 29일 - 1961년 5월 16일  | 안동군 을: 일직면 남후면 남선면 임하면 길안면 임동면 월곡면 예안면 도산면 녹전면                                                         |
| 제6대        | 권오훈(權五勳) | 민주공화당     | 1963년 12월 17일 - 1967년 6월 30일 | 안동시·안동군 일원 |
| 제7대        | 김대진(金大鎭) | 민주공화당     | 1967년 7월 1일 - 1971년 6월 30일   | 안동시·안동군 일원 |
| 제8대        | 박해충(朴海充) | 신민당         | 1971년 7월 1일 - 1972년 10월 17일  | 안동시·안동군 일원 |
| 제9대        | 김상년(金尙年) | 민주공화당     | 1973년 3월 12일 - 1979년 3월 11일  | 안동시·안동군·의성군 일원 |
| 제9대        | 박해충(朴海充) | 신민당         | 1973년 3월 12일 - 1979년 3월 11일  | 안동시·안동군·의성군 일원 |
| 제10대       | 김상년(金尙年) | 민주공화당     | 1979년 3월 12일 - 1980년 10월 27일 | 안동시·안동군·의성군 일원 |
| 제10대       | 박해충(朴海充) | 신민당         | 1979년 3월 12일 - 1980년 8월 27일  | 안동시·안동군·의성군 일원 |
| 제11대       | 권정달(權正達) | 민주정의당     | 1981년 4월 11일 - 1985년 4월 10일  | 안동시·안동군·의성군 일원 |
| 제11대       | 김영생(金永生) | 한국국민당     | 1981년 4월 11일 - 1985년 4월 10일  | 안동시·안동군·의성군 일원 |
| 제12대       | 권정달(權正達) | 민주정의당     | 1985년 4월 11일 - 1988년 5월 29일  | 안동시·안동군·의성군 일원 |
| 제12대       | 김영생(金永生) | 한국국민당     | 1985년 4월 11일 - 1988년 5월 29일  | 안동시·안동군·의성군 일원 |
| 제13대       | 오경의(吳景義) | 통일민주당     | 1988년 5월 30일 ~ 1992년 5월 29일  | 안동시 일원 |
| 제13대       | 류돈우(柳惇佑) | 민주정의당     | 1988년 5월 30일 ~ 1992년 5월 29일  | 안동군 일원 |
| 제14대       | 김길홍(金吉弘) | 무소속         | 1992년 5월 30일 ~ 1996년 5월 29일  | 안동시 일원 |
| 제14대       | 류돈우(柳惇佑) | 민주자유당     | 1992년 5월 30일 ~ 1996년 5월 29일  | 안동군 일원 |
| 제15대       | 권오을(權五乙) | 통합민주당     | 1996년 5월 30일 ~ 2000년 5월 29일  | 안동시 갑: 일직면 남선면 임하면 길안면 임동면 예안면 중구동 명륜동 옥률동 신흥동 용성동 동남동 대흥동 대신동 태화동 안막동 송천동 강남동 |
| 제15대       | 권정달(權正達) | 무소속         | 1996년 5월 30일 ~ 2000년 5월 29일  | 안동시 을: 풍산읍 와룡면 북후면 서후면 풍천면 남후면 도산면 녹전면 당북동 법상동 평화동 안기동 옥동 송하동                               |
| 제16대       | 권오을(權五乙) | 한나라당       | 2000년 5월 30일 ~ 2004년 5월 29일  | 안동시 일원 |
| 제17대       | 권오을(權五乙) | 한나라당       | 2004년 5월 30일 ~ 2008년 5월 29일  | 안동시 일원 |
| 제18대       | 김광림(金光琳) | 무소속         | 2008년 5월 30일 ~ 2012년 5월 29일  | 안동시 일원 |
| 제19대       | 김광림(金光琳) | 새누리당       | 2012년 5월 30일 ~ 2016년 5월 29일  | 안동시 일원 |
| 제20대       | 김광림(金光琳) | 새누리당       | 2016년 5월 30일 ~ 2020년 5월 29일  | 안동시 일원 |
| 제21대       | 김형동(金亨東) | 미래통합당     | 2020년 5월 30일 ~ 2024년 5월 29일  | 안동시·예천군 일원 |
| 제22대       | 김형동(金亨東) | 국민의힘       | 2024년 5월 30일 ~                  | 안동시·예천군 일원 |

## 같이 보기
- 안동시 (1988년 선거구)
- 안동군 (선거구)
- 안동시 갑
- 안동시 을
- 안동시 (2000년 선거구)
- 안동시·예천군
- 예천군의 국회의원